# Wegwerpmaatschappij

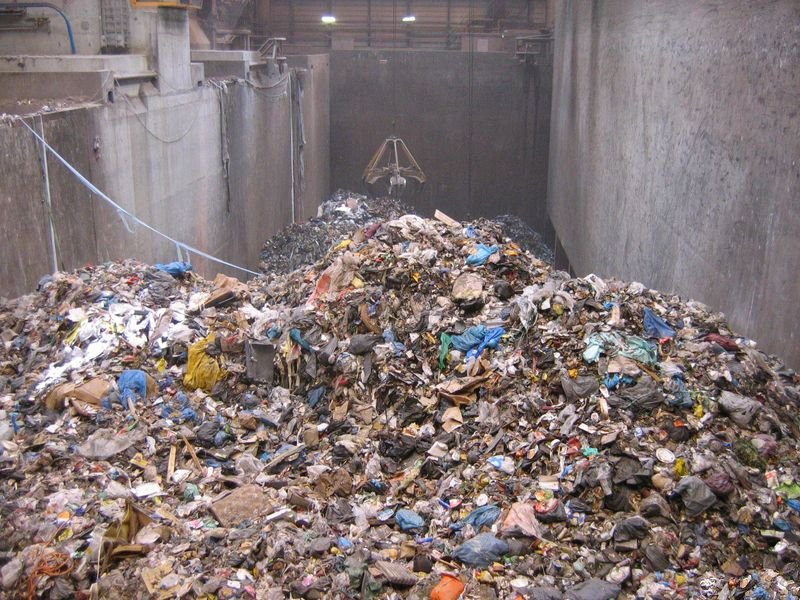
Allemaal weggegooid

De wegwerpmaatschappij is een term die een samenleving beschrijft waarin steeds meer producten worden geproduceerd die zijn bedoeld om tijdelijk te worden gebruikt en vervolgens te worden weggegooid. Zij worden dus niet onderhouden, gerepareerd of bewaard voor later gebruik. Dit omdat veel producten makkelijk opnieuw kunnen worden gemaakt en aanschaf van nieuwe producten soms goedkoper is dan reparatie.
Vroeger werden veel zaken gebruikt totdat ze waren versleten. Tegenwoordig wordt veel vervangen omdat het bijvoorbeeld niet meer in de mode is.

## Verpakking
Tot ver in de 20e eeuw brachten mensen hun eigen verpakking mee bij het aanschaffen van levensmiddelen, zoals een eigen melkfles of kan. In de tweede helft van deze 20e eeuw kwam de wegwerpverpakking op: na (doorgaans eenmalig) gebruik werd deze weggegooid. Kinderen namen vroeger een beker met drinken mee naar school, nu een pakje van een portie.

## Reacties
Als reactie op de wegwerpmaatschappij is er een toenemende aandacht voor recycling en hergebruik, bijvoorbeeld in evenmenten als het Repair Café, kringloopwinkels en gescheiden afvalinzameling.

## Milieu
Het korte gebruik van veel producten is erg slecht voor het milieu.
In de eerste plaats wordt er energie gebruikt om het product te kunnen maken. En voor sommige producten worden grondstoffen gebruikt die schaars zijn. Voor een deel wordt het hergebruikt maar voor het overgrote deel gaat het naar de verbrandingsoven, dit kost ook energie.
Hoewel in sommige gevallen de energie benut wordt voor verwarming. Bij het gebruik van niet herwinbare energie komen er dioxines
en veel CO2 vrij die belastend zijn voor het milieu.